# Hillestad, Buskerud
Hillestad är en tätort i Kongsbergs kommun i Buskerud fylke i sydöstra Norge. Orten ligger där fylkesväg 2766 möter fylkesväg 2768, söder om staden Kongsberg.
Tidigare har orten tillhört dåvarande Øvre Sandsværs kommun.